# En creuar el límit
En creuar el límit (títol original: Extreme Measures) és una pel·lícula dramàtica de Michael Apted estrenada el 1996, amb Hugh Grant i Gene Hackman als papers principals. Ha estat doblada al català. Està basada en la novel·la de Michael Palmer (1991) del mateix nom, sobre l'ètica d'on estem disposats a anar, i quant estem disposats a sacrificar, per curar els malalts del món.

## Argument
Una nit, un home nu erra pels carrers de Nova York. El desconegut és portat a urgències de l'hospital Gramercy on el brillant doctor Guy Luthan, que està de guàrdia, intenta cuidar-lo ràpidament de violentes crisis d'espasmes. Després d'una calma, el desgraciat agafa el coll de la camisa de Luthan i li suplica de salvar-lo, després s'enfonsa i mor.
Luthan és trastornat pel gir dels esdeveniments. No comprenent els símptomes, s'interroga sobre l'existència d'un braçalet misteriós al canell de l'individu i el seu comportament estrany. El que semblava ser una preocupació d'ordre professional es converteix en una obsessió. Ajudat per la infermera Jodie Trammel, porta la investigació en els foscos passadissos de la recerca mèdica, de vegades amb perill de la seva vida...

## Rebuda
La pel·lícula va tenir una rebuda variada de la crítica. Ha aconseguit una ràtio del 55% a Rotten Tomatoes.

## Repartiment
- Hugh Grant: Doctor Guy Luthan
- Gene Hackman: Doctor Lawrence Myrick
- Sarah Jessica Parker: Jodie Trammel
- David Morsa: L'agent dl'FBI Frank Hare
- Bill Nunn: El detectiu Bob Burke
- John Toles-Bey: Bobby
- Paul Guilfoyle: Doctor Jeffrey Manko
- Debra Monk: Doctor Judith Gruszynski
- Shaun Austin-Olsen: Claude Minkins
- André De Shields: Teddy Dolson
- J. K. Simmons: Doctor Mingus
- Peter Appel: El detectiu Stone
- Dianne Zimmer: Hélène
- Nancy Beatty: Ruth Myrick
- Gerry Becker: Doctor Gene Spitelli
- Peter Maloney: M. Randall